# اوبرلیگا (هاکی روی یخ)
اوبرلیگا (به آلمانی: Oberliga) نام لیگ دستهٔ سوم هاکی روی یخ در آلمان می‌باشد. این لیگ در سال ۱۹۴۸ تأسیس شده‌است و دارای ۳۸ تیم می‌باشد. در فصل ۲۰۱۴–۱۵، این لیگ به چهار سطح کوچک‌تر تقسیم شد.